# Autoroute A43 (Portugal)
Pour les articles homonymes, voir A43.
L'autoroute portugaise A43 (en portugais : Autoestrada A43) est une autoroute qui relie Porto à Aguiar de Sousa en passant par Gondomar. D'une longueur de 16 kilomètres, elle relie le périphérique intérieur de Porto (VCI) à la circulaire régionale extérieure de Porto (CREP/A41). Celle-ci fait partie de l'itinéraire complémentaire 29 (IC29).
L'autoroute est gratuite entre Porto et la dernière sortie, Gens, avant de rejoindre l'autoroute A41 qui est elle concédée à Brisa. Ce dernier tronçon, a été mis en service en avril 2011 en même temps que le dernier morceau de l'A41.

## Historique des ouvertures
| Tronçon                  | Mise en service | Concessionnaire               | Longueur |
| ------------------------ | --------------- | ----------------------------- | -------- |
| Porto – Gondomar (Jovim) | 2005            | Infraestruturas de Portugal   | 8,1 km   |
| Gondomar (Jovim) – Gens  | septembre 2010  | Autoestradas do Douro Litoral | 4,5 km   |
| Gens – Aguiar de Sousa   | avril 2011      | Autoestradas do Douro Litoral | 3,5 km   |

## Description du tracé
|                       | Dénomination               | Destinations                                                                            | Bandes |
| --------------------- | -------------------------- | --------------------------------------------------------------------------------------- | ------ |
|                       | Freixo N 12 N 108 N 209    | Porto (Freixo), Entre-os-Rios, Gondomar                                                 | 2×2    |
| 1                     |                            | dir. nord : Porto, Braga dir. sud : Vila Nova de Gaia (via le Pont du Freixo), Lisbonne | 2×2    |
| 2                     | São Roque da Lameira       | São Roque da Lameira                                                                    | 2×2    |
| 3                     | Areias N 12                | Areias                                                                                  | 2×2    |
| 4                     | Valbom                     | Valbom                                                                                  | 2×2    |
| 5                     | Gondomar-Centre            | Gondomar                                                                                | 2×2    |
| 6                     | Gondomar-Est N 209-1 N 209 | Gondomar                                                                                | 2×2    |
| 7                     | Gens [[\|M 615]]           | Gens                                                                                    | 2×2    |
| Gare de péage de Gens |                            |                                                                                         |        |
| 8                     | Aguiar de Sousa            | dir. nord : Vila Real, Matosinhos dir. sud : Vila Nova de Gaia, Oliveira de Azeméis     | 2×2    |

## Galerie d'images

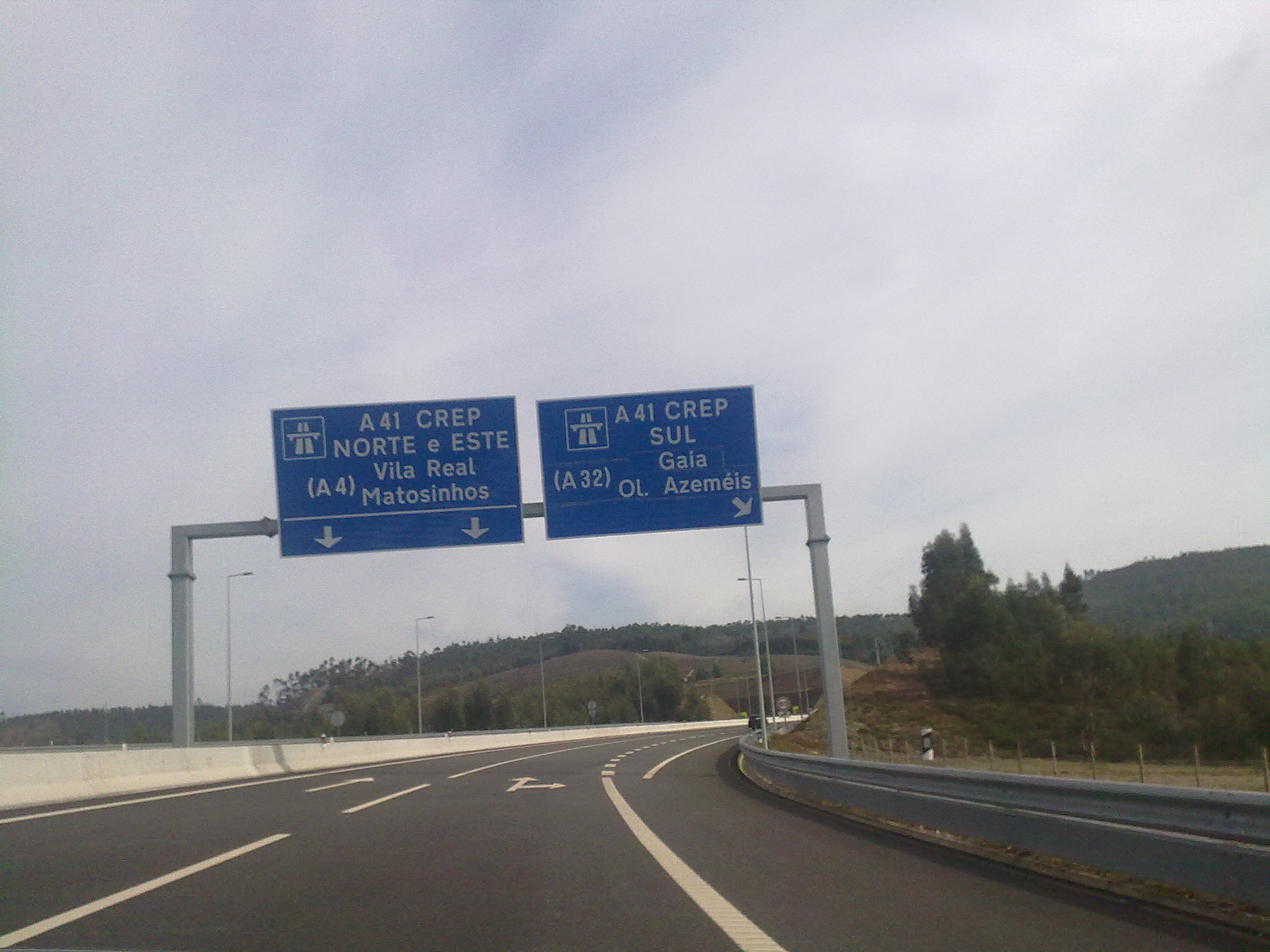
Extrémité sud-est de l'autoroute au niveau de l'A41 à Aguiar de Sousa.